# 紅翼航空9268號班機空難
紅翼航空 9268號班機是一班在2012年12月29日的調度航班，自捷克帕爾杜比采起飛，在當地時間16時35分（格林威治時間12時35分）伏努科沃國際機場跑道19降落時失事解體並起火。根據伏努科沃機場管理機構消息指，班機上有八名機組人員、並無搭載乘客， 五名機組人員罹難。航班在降落時衝出跑道截成三段，飛機零件（包括駕駛艙）散落於機場末端及緊鄰的M3公路上 。
事發時天氣欠佳，有明顯的側風，陣風高達29節，可能於飛機失事有直接關係。航機型號圖-204-100B（reg RA-64047, c/n 1450743164047, s/n 047） ，2008年出產，累計航行8672小時（2482轉）、機長有14500小時飛行經驗，為紅翼航空自1999年首架因故報廢的飛機。

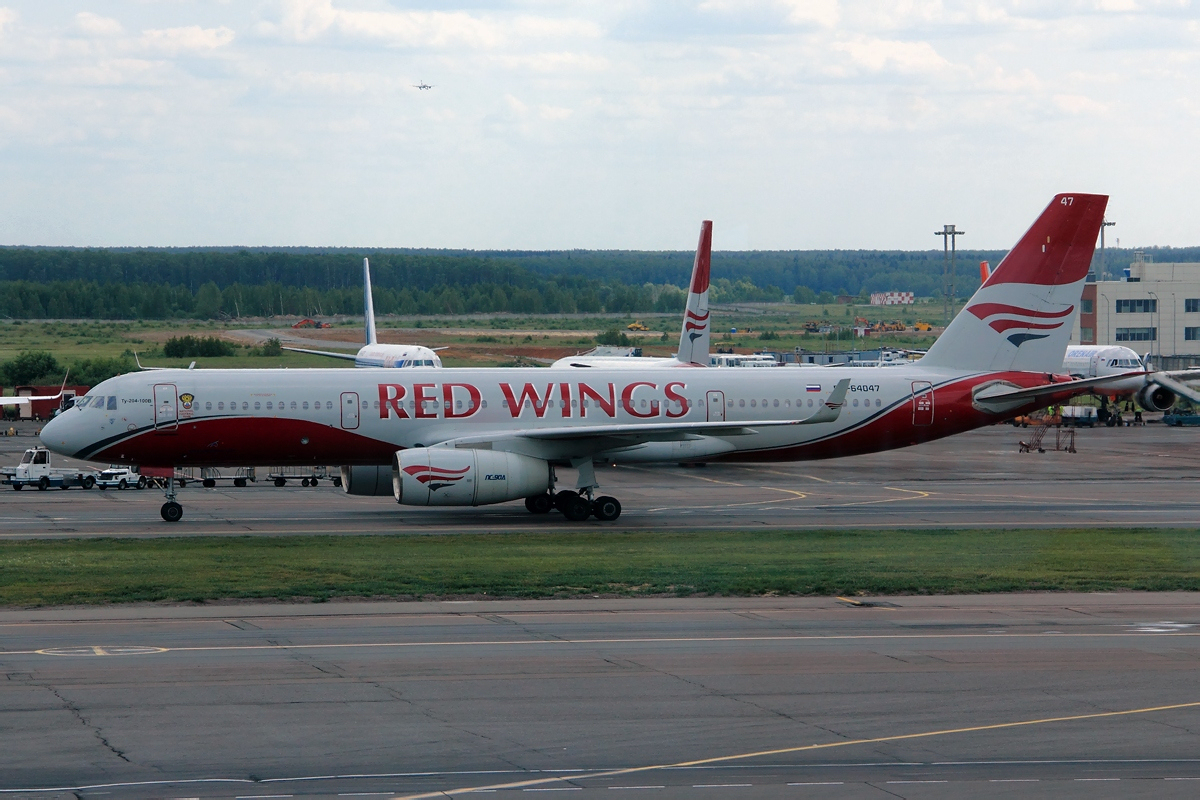
RA-64047，2011年（事發一年前）

俄羅斯內務部（МВД） 發佈消息指，正副駕駛、工程師、一名乘務員在墜毀中喪生，另一名乘務員隨後不治。其餘三名機組人員情況嚴重。
機長 Gennady Shmelev（Геннадий Шмелев，58）、副駕駛 Evgeniy Astashenkov（Евгений Асташенков，52）、工程師 Igor Fisenko（54）及乘務員 Evgeniya Zhigalina（Евгения Жигалина，25）遇難。第二名乘務員 Tatiana Penkina（Татьяна Пенкина，31）在事後數日於莫斯科搶救無效不治。
12月29日的失事事件是紅翼航空九日內圖-204二度衝出跑道的事故。上次事故發生於12於20日由伏努科沃至新西伯利亞托爾馬切沃機場跑道25（1150英尺（350米））時，因制動失靈失事。隨後聯邦航空安全機構 Rosaviatsia在12月24日發出通知，要求所有航空公司檢查相關航機制動系統並增加潤滑劑。在事故前一天，Rosaviatsia同時正式向飛機製造商圖波列夫紅翼20日制動失靈提出告知。12月30日，Rosaviatsia 首長Alexander Neradko宣佈初步調查結果，指出RA-64047飛行紀錄儀標示降落區正常，但制動系統與20日事故發生相同失靈狀況。
自1989年來共57架圖-204出產以來，RA-64047是目前唯一一架牽涉人員死傷的班機。而紅翼航空在RA-64047因故除役後仍是擁有最多圖-204服役的航空公司。另一架因故報廢的航機是在2010年3月22日，Avistar-TU 1906號班機在濃霧之下降落多莫傑多沃機場失敗，而因當時僅為機組調動並無搭載乘客，機組人員四人重傷、全數生還。

## 外部連結
- 俄羅斯緊急狀況應變部門
  - "In accordance with an order of Emergency Ministry’s Head Vladimir Puchkov all necessary emergency response and recovery operations are continued." 29 December 2012. Print, PDF, Word
  - "Minister Vladimir Puchkov held an operational teleconference on the crash of Tu-204 airliner and gave instructions to all relevant services." 29 December 2012. Print, PDF. Word
- Red Wings Airlines(, （页面存档备份，存于）) （俄文）
- Ту-204 RA-64047 29.12.2012 - Interstate Aviation Committee （俄文）
- Accident: Red Wings T204 at Moscow on Dec 29th 2012, overran runway on landing （页面存档备份，存于）,  Simon Hradecky, The Aviation Herald.
- Airliners.net Flight 9268 preparing for departure （页面存档备份，存于） in a photo by Karel Bohac, December 29, 2012
- Dashcam footage from passing vehicle （页面存档备份，存于） - LiveLeak